# Clorato di calcio

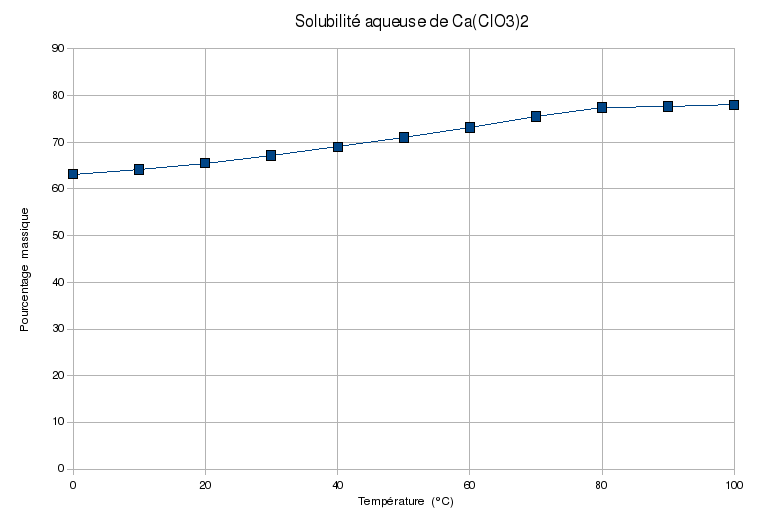
solubilità in acqua del clorato di calcio

Il clorato di calcio è il sale di calcio dell'acido clorico, avente formula Ca(ClO3)2.
È un solido incolore e inodore, igroscopico e molto solubile in acqua (1,78 kg/L a 20 °C). La presenza dello ione clorato lo rende un buon ossidante. È utilizzato industrialmente come erbicida o come comburente nel campo della pirotecnica, anche se molto meno diffuso dei suoi sali omologhi di potassio e di sodio.

## Preparazione
- Il clorato di calcio può essere preparato genericamente per reazione di un forte ossidante su cloruro di calcio.
- Alternativamente lo si può ottenere attraverso l'ossidazione del cloro gassoso anche su idrossido di calcio

{\displaystyle \mathrm {6\ Ca(OH)_{2}+6\ Cl_{2}\longrightarrow Ca(ClO_{3})_{2}+5\ CaCl_{2}+6\ H_{2}O} }
- Per via elettrolitica con elettrodi di platino secondo lo schema

{\displaystyle \mathrm {CaCl_{2}+6\ H_{2}O\longrightarrow Ca(ClO_{3})_{2}+6\ H_{2}} }
- Un processo più laborioso e meno efficiente, ma di semplice realizzazione anche in un improvvisato laboratorio domestico, prevede la bollitura della normale candeggina a base di ipoclorito di sodio che disproporziona in clorato di sodio e cloruro di sodio, la separazione per raffreddamento del cloruro di sodio, la formazione per precipitazione a freddo del clorato di calcio per aggiunta di una soluzione satura di cloruro di calcio.

## Usi
Viene impiegato come diserbante e defoliante.